# Vanddråben (film)
|  | Denne artikel er oprettet af botten Steenthbot ud fra en ekstern database. Den kan derfor have sproglige fejl eller mangler. Denne skabelon kan fjernes efter kontrol af indholdet. |

Vanddråben er en dansk animationsfilm fra 1969 instrueret af Bent Barfod og efter manuskript af Bent Barfod og Kjeld Simonsen.

## Handling
En parafrase over H.C. Andersens eventyr af samme navn. Visuel syre for øjnene.